# Christopher Gaze
Christopher Bower Gaze, född 12 maj 1952 i Guildford i Surrey, är en brittisk skådespelare, programledare, konstnär och teater- och operaregissör. Han är sedan år 1983 bosatt i Vancouver.

## Filmografi (i urval)
- 1993 – Cool Runnings
- 2001 – Barbie i Nötknäpparen (röst)
- 2002 – Barbie som Rapunzel (röst)
- 2003 – Bionicle: Ljusets mask (röst)
- 2004 – Bionicle 2: Legenderna från Metru Nui (röst)
- 2005 – Bionicle 3: Nät av skuggor (röst)
- 2006 – Barbie Fairytopia: Mermaidia (röst)
- 2006 – Barbie och de 12 dansande prinsessorna (röst)
- 2007 – Barbie Fairytopia: Den magiska regnbågen (röst)
- 2007 – Barbie som Öprinsessan (röst)